# Сантамария, Андерсон
А́ндерсон Сантамари́я Барда́лес (исп. Anderson Santamaría Bardales; род. 10 января 1992, Сантьяго) — перуанский футболист, защитник клуба «Сантос Лагуна» и сборной Перу. Участник чемпионата мира 2018 года.

## Клубная карьера
Сантамария — воспитанник столичного клуба «Депортиво Мунисипаль». В 2010 году Андерсон подписал контракт с «Аякучо». 29 августа в матче против «Хосе Гальвес» он дебютировал в перуанской Примере. 3 мая 2012 года в поединке против «Сьенсиано» Сантамария забил свой первый гол за «Аякучо».
В начале 2013 года Андерсон перешёл в «Леон де Уануко». 9 февраля в матче против своего бывшего клуба «Аякучо» он дебютировал за новую команду. 20 апреля 2014 года в поединке Кубка Перу против «Хуан Аурич» Сантамария забил свой первый гол за «Леон де Уануко».
В начале 2016 года Андерсон присоединился к клубу «Мельгар». 10 февраля в матче против «Спортинг Кристал» он дебютировал за новую команду. 6 мая в поединке против «Университарио» Сантамария забил свой первый гол за «Мельгар». В начале 2018 года Сантамария перешёл в мексиканскую «Пуэблу». 20 января в матче против «Веракрус» он дебютировал в мексиканской Примере. В начале 2019 года Сантамария на правах аренды перешёл в «Атлас». 6 января в матче против «Керетаро» он дебютировал за новую команду. 26 января в поединке против Лобос БУАП Андерсон забил свой первый гол за «Атлас». По окончании аренды клуб выкупил трансфер игрока. В составе команды Андресон дважды стал чемпионом Мексики. 

## Международная карьера
14 июня 2017 года в товарищеском матче против сборной Ямайки Сантамария дебютировал за сборную Перу.
В 2018 году Сантамария принял участие в чемпионате мира 2018 в России. На турнире он сыграл в матчах против команд Франции и Австралии.
В 2019 году Сантамария принял участие в Кубке Америки в Бразилии. На турнире он был запасным и на поле не вышел.
В 2021 году Сантамария во второй раз принял участие в Кубке Америки в Бразилии. На турнире он сыграл в матчах против сборных Парагвая, Бразилии и Колумбии.

## Достижения
Клубные
 «Атлас»
- Победитель мексиканской Примеры (2) — Апертура 2021, Клаусура 2022